# Bioodpady

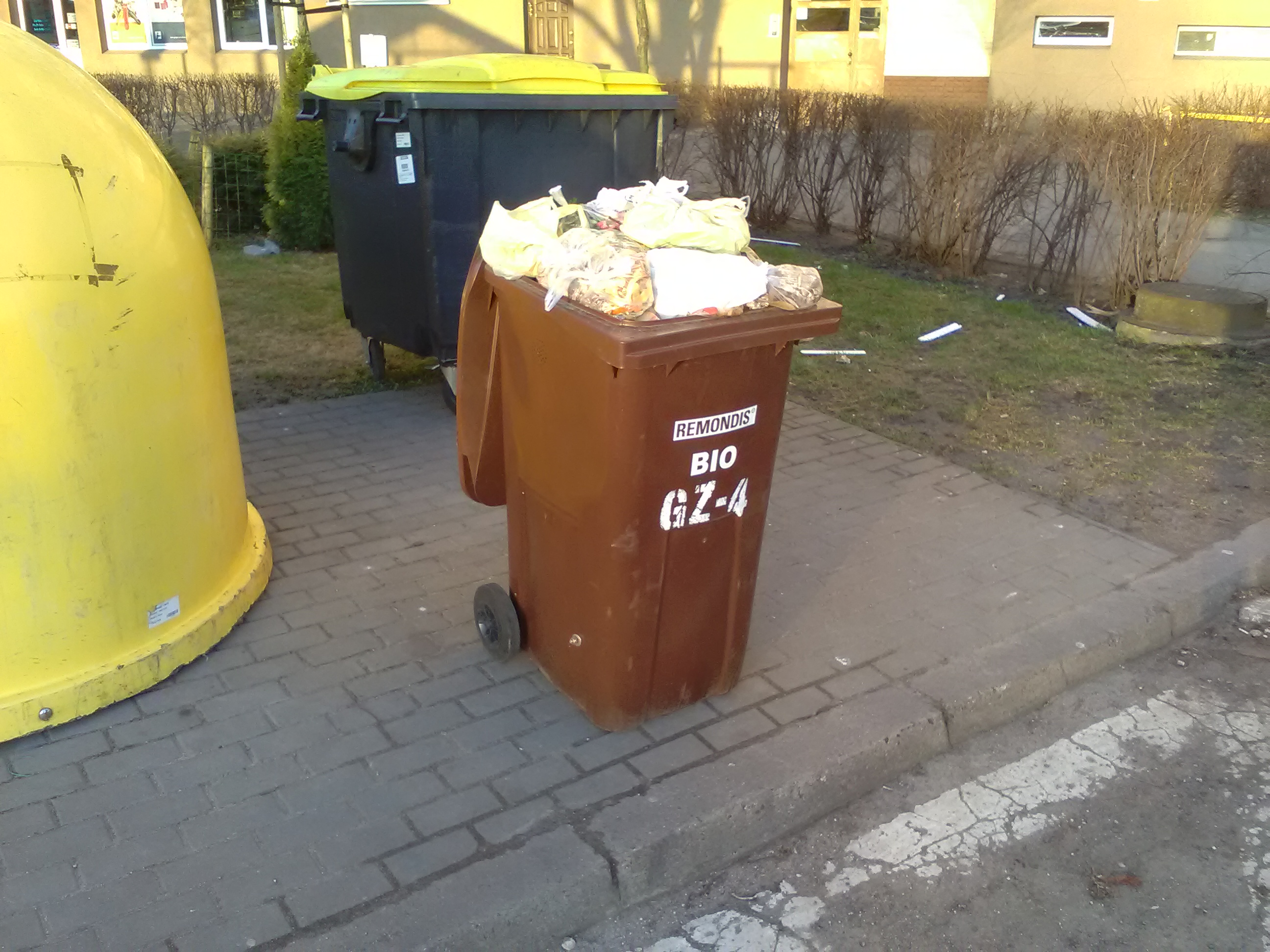
Bioodpady w przeznaczonym na nie pojemniku

Bioodpady(również odpady biodegradowalne) – ulegające biodegradacji odpady z ogrodów i parków, odpady spożywcze i kuchenne z gospodarstw domowych, gastronomii, zakładów zbiorowego żywienia, jednostek handlu detalicznego, a także porównywalne odpady z zakładów produkujących lub wprowadzających do obrotu żywność.